# 구미 선산읍 금동보살입상 (국보 제184호)
구미 선산읍 금동보살입상(龜尾 善山邑 金銅菩薩立像)은 경상북도 구미시 선산읍에서 출토한, 삼국 시대 신라의 금동 보살 입상이다. 1976년 4월 23일 대한민국의 국보 제184호로 지정되었다.

## 개요
경상북도 선산군 고아면에서 공사를 하던 중 구미 선산읍 금동여래입상(국보 제182호), 구미 선산읍 금동보살입상(국보 제183호)과 함께 출토되었다. 이 지역에서 삼국시대의 기와조각과 토기조각들이 많이 출토되어서 원래 절터였던 것으로 추정된다.
정면을 향해 꼿꼿이 선 보살상은 머리에 꽃으로 장식된 관(冠)을 쓰고 있으며, 관의 가운데에는 둥근 테두리 안에 작은 부처가 새겨져 있다. 약간 길고 네모진 얼굴은 엄숙한 표정을 띠며, 어깨는 넓은 편이어서 근엄하고 딱딱한 느낌을 준다. 길고 굵은 목에는 복잡한 구슬 장식의 목걸이가 걸려 있고, 어깨로부터 늘어진 목걸이는 배부분에서 X자를 그리며 교차한다. 또 목걸이 장식의 연결부분마다 또다른 구슬을 걸쳐 매우 번잡하게 나타냈는데, 신라시대 보살상으로는 드물게 많은 장신구를 지니고 있어 주목된다. 오른손은 내려서 구슬장식을 가볍게 잡고 있으며, 왼손은 윗부분이 떨어져 나갔으나 정병(淨甁)과 연꽃가지를 들고 있었던 것 같다.
현재 광배(光背)와 대좌(臺座)는 없어진 상태인데, 머리 뒤에는 광배 꼭지가 남아 있으며 발 아래에는 대좌에 꽂기 위한 기둥모양의 촉(觸)이 높게 달려 있다.
전체적으로 근엄하고 당당한 모습이며, 중국적인 요소가 강한 복잡하고 화려한 장신구의 표현이 매우 특이한 이 보살상은 7세기 전반에 만들어진 것으로 추정되는데, 이 시기 금동보살상으로서는 유례가 드문 작품으로 가치가 매우 크다.

## 사진

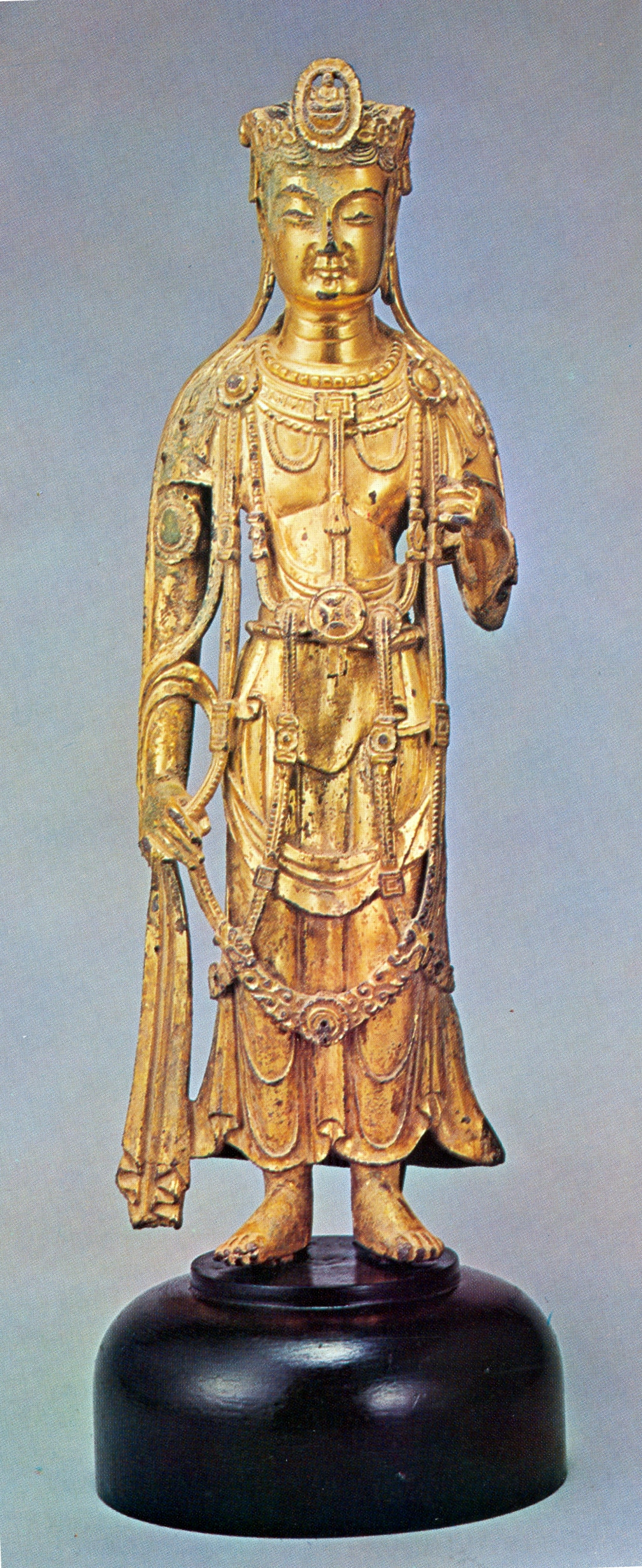

## 같이 보기
- 구미 선산읍 금동여래입상 (국보 제182호)
- 구미 선산읍 금동보살입상 (국보 제183호)

## 참고 자료
- 구미 선산읍 금동보살입상 - 국가유산청 국가유산포털